# Kpomassè
Kpomassè ist eine Stadt, ein Arrondissement und eine Kommune im Département Atlantique in Benin.

## Demographie und Verwaltung
Gemäß der Volkszählung von 2013 hatte Kpomassè als Arrondissement 10.527 Einwohner, davon waren 5208 männlich und 5319 weiblich. Die wesentlich größere Kommune zählte zu diesem Zeitpunkt 67.648 Einwohner, davon 33.353 männlich und 34.295 weiblich.
Die neun Arrondissements, neben Kpomassè noch Aganmalomè, Agbanto, Agonkanmè, Dedomè, Dekanmè, Ségbeya, Ségbohoué und Tokpa-Domè, die der Gerichtsbarkeit der Kommune unterstehen, umfassen kumuliert 76 Dörfer. Davon entfallen elf auf das Arrondissement Kpomassè:
1. Aidjèdo
2. Cocoundji
3. Lokossa
4. Doga
5. Fifadji
6. Ganganhouli
7. Gbèdjèwin Adjibamey
8. Nonvignon
9. Houégan
10. Missèbo
11. Missité